# Вожик (часопис)

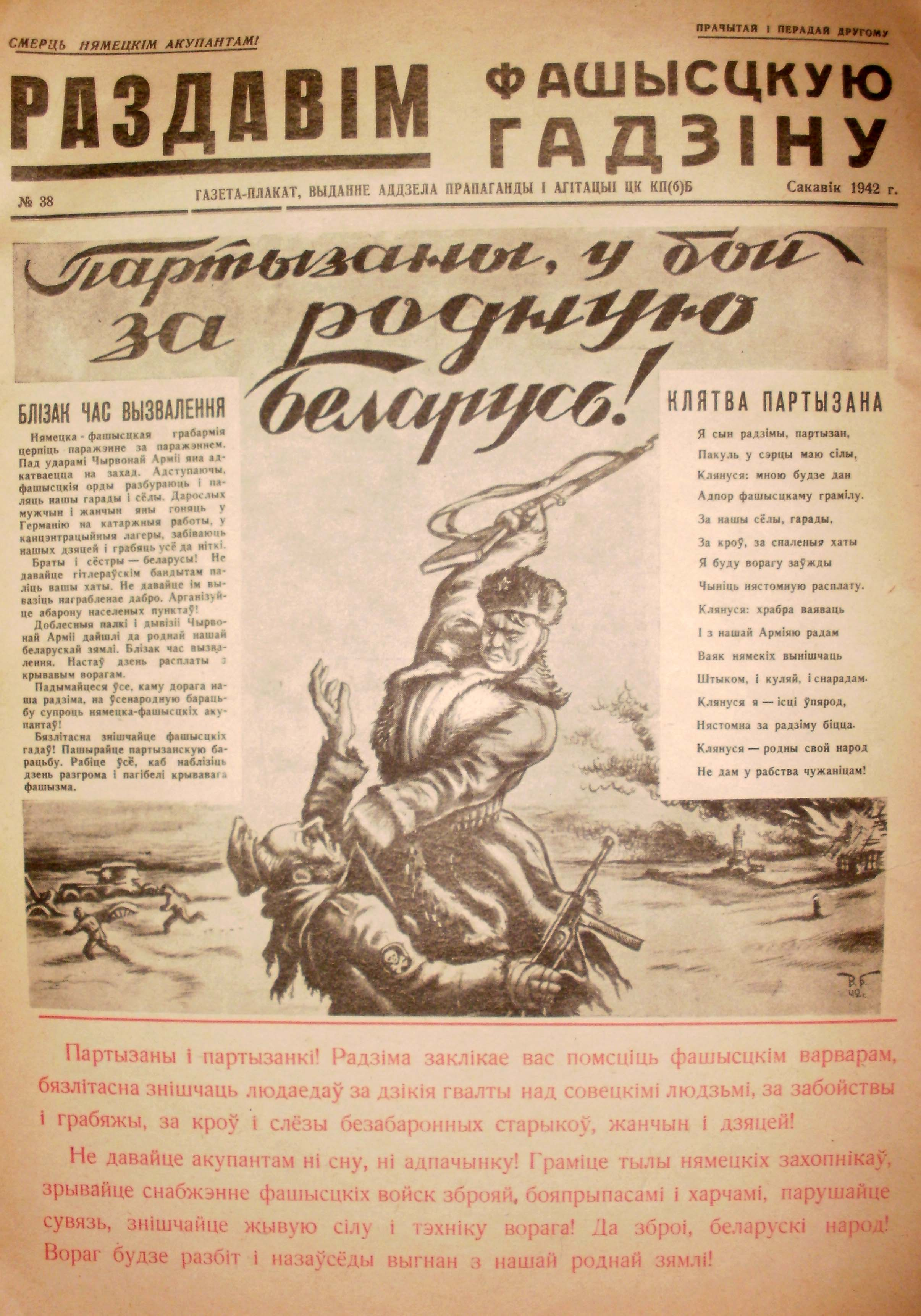
Роздавимо фашистську гадину!
№ 38, 1942

«Во́жик» (біл. Вожык — «Їжачок») — білоруський сатирично-гумористичний часопис літературно-художнього і громадсько-політичного спрямування. Видавався двічі на місяць білоруською мовою, з 2011 року — один раз на три місяці.

## Історія
Виник як продовження сатиричного агітплакату «Розчавімо фашистську гадину!» (біл. «Раздавім фашысцкую гадзіну»), що випускався з липня 1941 року для партизанів і населення окупованої в період німецько-радянської війни на території Білорусі.
У серпні 1945 року сатирична листівка була перетворена в часопис, який став одним з найпопулярніших масових видань Білорусі. З 1957 року видавалася «Бібліотека „Вожика“». До 1958 року друкувався на 8, потім на 12 стор, з кольоровими ілюстраціями. Тираж: у 1945 році — 13 тисяч примірників. В 1960-их — більше 60 тис. прим.
У часописі друкувалися багато відомих білоруських письменників — Янка Купала, Якуб Колас, Кузьма Чорний, Михась Линьков, Анатоль Астрейко. З другої половини 2009 року часопис виходить як альманах (два раз на рік обсягом 96 сторінок)

## Тематика
У радянський період часопис викривав розкрадачів громадської власності, бюрократів, поганих господарників і адміністраторів, окозамилювачів, ледарів тощо. Часто відгукувався на події міжнародного життя. Використовував різні жанри: політичні памфлети в прозі і віршах, фейлетони, гумористичні оповідання, байки, карикатури, фотомонтажі і т. д. Публікував відкриті листи керівним господарським та адміністративним діячам республіки, листи читачів з коментарями «Вожика», матеріали рейдів тощо. Поряд з оригінальними творами постійних співробітників редакції і робсількорів часопис регулярно друкував переклади сатиричних творів російських, українських та інших сатириків.
Постійними на той час були рубрики: «Вибачайце, калі ласка» (укр. «Даруйте, будь ласка»), «Як ні дзіуна, але …» (укр. «Як не дивно, але …»), «Музей непатребних речау» (укр. «Музей непотрібних речей»), «Калючгі Вожика», «Пошта Вожика», «МСЕ» («Мала сатирична енциклопедія»), «Вожик з фотапаратам» та ін. Знаковою була рубрика «Сатира мшулага» (укр. «З минулого сатири»), в якій подавалися передруки текстів і карикатур з сатиричних часописів періоду першої російської революції, часописів епохи громадянської війни, 20-х років, німецько-радянської війни.

## Головні редактори
- Михайло Чавуський (1941—1943)
- Кіндрат Кропива (1943—1947)
- Михайло Чавуський (1947—1955)
- Павло Ковальов (1955—1967)
- Володимир Корбан (1967—1971)
- Александр Романав (1971—1987)
- Валентин Блакит (1987—2000)
- Михась Поздняков (2000—2002)
- Алесь Письменков (2002—2004)
- Володимир Соломаха (2004—2008)
- Юлія Зарецька (2009—2016)
- Ганна Кислущанка (з 2016 року)